# 408 (szám)
A 408 (római számmal: CDVIII) egy természetes szám.

## A szám a matematikában
A tízes számrendszerbeli 408-as a kettes számrendszerben 110011000, a nyolcas számrendszerben 630, a tizenhatos számrendszerben 198 alakban írható fel.
A 408 páros szám, összetett szám, kanonikus alakban a 23 · 31 · 171 szorzattal, normálalakban a 4,08 · 102 szorzattal írható fel. Tizenhat osztója van a természetes számok halmazán, ezek növekvő sorrendben: 1, 2, 3, 4, 6, 8, 12, 17, 24, 34, 51, 68, 102, 136, 204 és 408.
Előállítható négy, illetve nyolc egymást követő prímszám összegeként (97 + 101 + 103 + 107 = 37 + 41 + 43 + 47 + 53 + 59 + 61 + 67 = 408), illetve három köbszám összegeként (13 + 43 + 73 = 408).
Nyolcszögszám.
Érinthetetlen szám: nem áll elő pozitív egész számok valódiosztóösszeg-függvényeként.
A 408 négyzete 166 464, köbe 67 917 312, négyzetgyöke 20,19901, köbgyöke 7,41686, reciproka 0,0024510. A 408 egység sugarú kör kerülete 2563,53961 egység, területe 522 962,07949 területegység; a 408 egység sugarú gömb térfogata 284 491 371,2 térfogategység.